# Pabianice
Pabianice este un oraș în Polonia.